# بوبي ماكنيل
بوبي ماكنيل (بالإنجليزية: Bobby McNeil)‏ هو لاعب كرة قدم بريطاني في مركز الدفاع، ولد في 1 نوفمبر 1962 في هميلتون في المملكة المتحدة. لعب مع بريستون نورث إيند ونادي كارلايل يونايتد ونادي لينكولن سيتي وهال سيتي.